# 주포면
주포면(周浦面)은 대한민국 충청남도 보령시에 속한 면이다. 옛 보령군의 읍치(邑治) 및 군청이 있던 곳으로서, 만세 보령 운동 발상지이기도 하며, 보령시의 이름이 이 곳에서 나왔다.

## 개요
주포면은 보령 만세 운동의 발상지로 문화 유산이 산재해 있고, 자동차전문대학과 관산농공단지 등 신산업단지가 있으며, 특히 내포 문화권 특정지역으로 편입되어 지역 발전의 전기가 되고 있다.

## 법정리
- 관산리
- 마강리
- 보령리
- 봉당리
- 연지리

## 교육
- 아주자동차대학
- 주포초등학교
- 보령중학교